# Rubus leucanthus
Rubus leucanthus är en rosväxtart som beskrevs av Henry Fletcher Hance. Rubus leucanthus ingår i släktet rubusar, och familjen rosväxter. Utöver nominatformen finns också underarten R. l. paradoxus.